# Manuel Alcaraz Ramos
Manuel Alcaraz Ramos (Alacant, 1958) és un jurista i polític valencià, conseller de Participació, Transparència, Cooperació i Qualitat Democràtica de la Generalitat Valenciana al primer consell del president Ximo Puig (2015-2019).

## Biografia
Llicenciat en dret, és professor de dret constitucional a la Universitat d'Alacant. Ha estat membre de la direcció d'EUPV i del consell federal d'Izquierda Unida. Ha estat regidor de cultura de l'Ajuntament d'Alacant, vocal del consell d'Administració de RTVV i diputat amb Esquerra Unida del País Valencià per la província d'Alacant a les eleccions generals espanyoles de 1996. El 1997 es passà al corrent Nova Esquerra, i en 1999 anuncià que en acabar la lesgilatura (març del 2000) abandonaria la política activa. Actualment és director de la Seu de la Universitat d'Alacant. Ha publicat articles a Revista de Catalunya i s'ha especialitzat en especulació urbana.
De 2005 a 2012 va ser el president de la Plataforma de Iniciativas Ciudadanas, plataforma ciutadana nascuda com a oposició al Pla Rabassa.
En juny de 2012, poc després d'abandonar la presidència de la Plataforma, va patir un infart del que es va recuperar satisfactòriament. El desembre de 2012 feu pública la seua militància a Iniciativa del Poble Valencià (IdPV), dins de Compromís.
El 29 de juny de 2015 va ser nomenat Conseller de Transparència, Responsabilitat Social, Participació i Cooperació de la Generalitat Valenciana.

## Obres
- Cuestión nacional y autonomía valenciana. Institut Juan Gil-Albert. Alacant, 1985.
- Información y poder. De Prometeo a HAL 9000. Generalitat Valenciana - Institut Juan Gil Albert. Alacant, 1994.
- Penúltim assaig d'aproximació al valencianisme polític (Una crítica al nacionalisme que existeix realment). Revista de Catalunya, nova etapa, nº 98, Barcelona, 1995.
- El pluralismo lingüístico en la constitución española. Congrés dels Diputats. Madrid, 1999.
- El régimen jurídico de las lenguas en la Comunidad Valenciana. Universitat d'Alacant. Alacant, 1999
- El estado de derecho frente a la corrupción urbanística (2007)
- Alicante Especulación Hardcover, Editorial Club Universitario, 2006. ISBN 8484544192 (84-8454-419-2)
- De l'èxit a la crisi. Pamflet sobre política valenciana. Universitat de València, 2009.